# Intel Extreme Masters

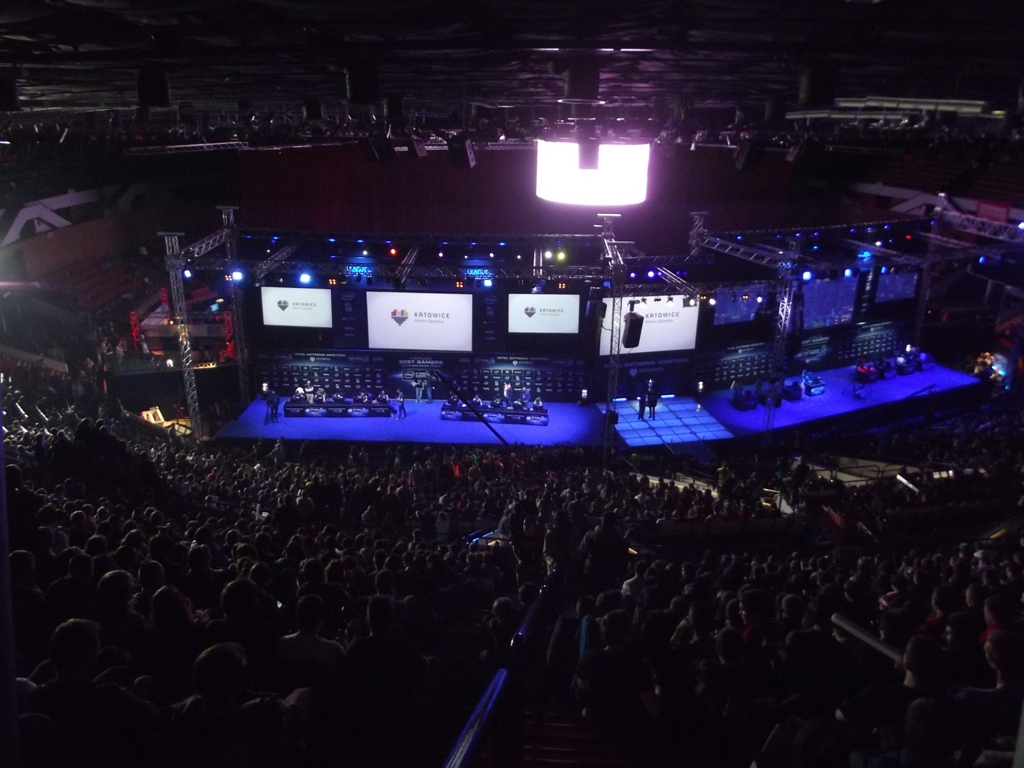
Intel Extreme Masters Katowice 2013

Intel Extreme Masters (IEM) je elektronický sportovní turnaj pořádaný společností Intel a ESL (Electronic Sports League). Turnaj je celosvětový a postupují pouze nejlepší hráči do výsledného světového turnaje. Každoročně tento turnaj je zaměřen na hry League of Legends a Starcraft II (Counter-Strike, Quake Live, World of Warcraft, Warcraft III).

## Výsledky
V roce 2013 se velké finále hrálo v Hannoveru. V League of Legends zvítězili CJ Entus Blaze. V Starcraft II zvítězili YoDa. V roce 2012 se velké finále hrálo také v Hanoveru. Zde zvítězili Moscow Five v League of Legends a MC ve Starcraft II. Tento rok se zde hrál i Counter-Strike, který vyhrál team ESC Gaming.

## Místa pořádání turnajů 2014
- IEM Šanghaj
- IEM Kolín nad Rýnem
- IEM Sao Paulo
- IEM New York
- IEM Singapur
- IEM Katowice (V roce 2014 i World Championship).